# Natasha Lee
Natasha Lee, née le 13 juillet 1988  en Malaisie, est une joueuse internationale espagnole de rink hockey.

## Palmarès
En 2016, elle participe au championnat du monde.